# Frank Nicotra
Frank Nicotra est un boxeur, acteur et réalisateur français né le 24 octobre 1965 à Grenoble.

## Biographie
Fils d'immigrés italiens dans une famille de huit enfants, Frank Nicotra met fin en 1995 à sa carrière de boxeur professionnel entamée en 1987. Il se consacre au cinéma pendant plusieurs années après avoir rencontré Yves Boisset en 1989 ; il apparaît dans quelques films - notamment Montana Blues de Jean-Pierre Bisson - et diverses séries télévisées.
Il a réalisé un long métrage, L'Engrenage, sorti en 2001.
Il s'est reconverti dans la gestion de restaurants et d'une discothèque à Trouville-sur-Mer.

## Filmographie

### Comme réalisateur
- 1998 : Les Coups bas (court métrage)
- 2001 : L'Engrenage (long métrage)
- 2003 : La Vie en rose (documentaire diffusé sur France 2)
- 2003 : Celle que j'imagine (court métrage)

### Comme acteur
- 1991 : Les Carnassiers d'Yves Boisset (téléfilm)
- 1995 : Montana Blues de Jean-Pierre Bisson
- 1997 : La Fine Équipe d'Yves Boisset (téléfilm)
- 1999 : Le Derrière de Valérie Lemercier
- 1999 : Les Coquelicots sont revenus de Richard Bohringer (téléfilm)
- 2000 : La Cité des dogues (série télévisée Mary Lester)
- 2002 : Cravan vs Cravan d'Isaki Lacuesta (long-métrage documentaire)
- 2003 : Le Sceau du secret (série télévisée Père et maire)